# Ying Yuan

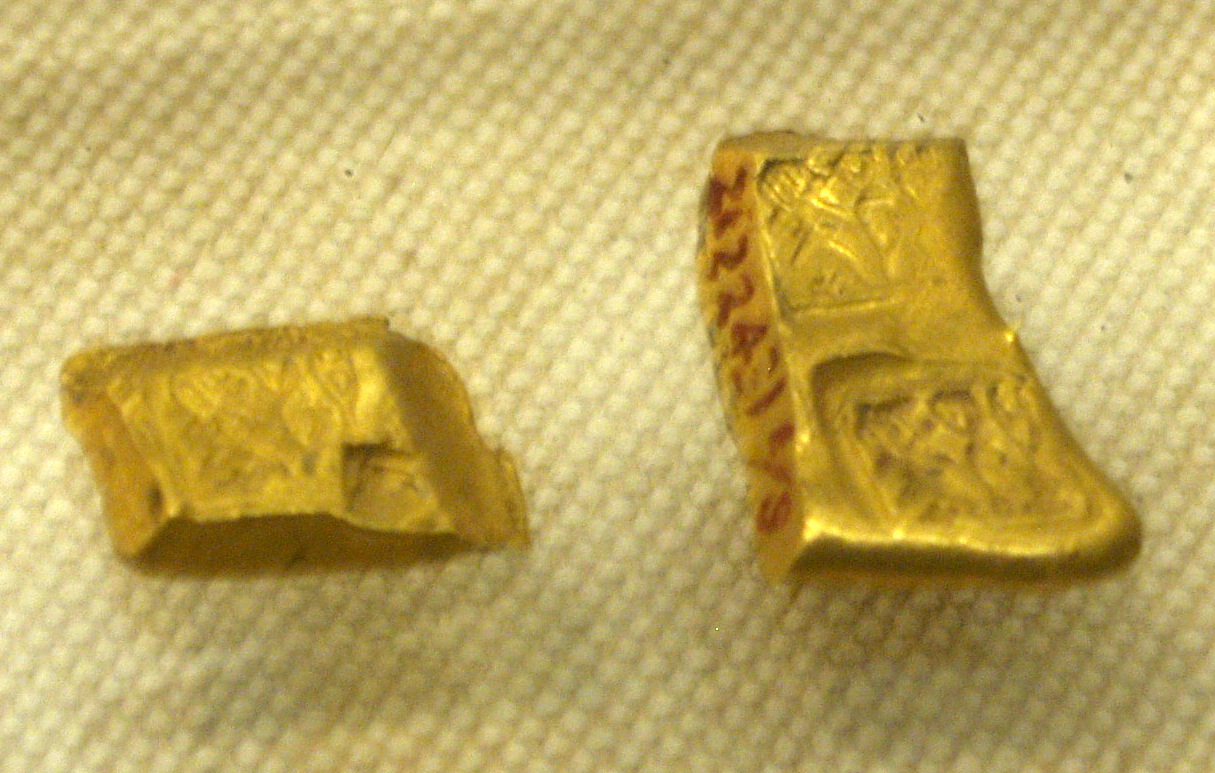
Ying Yuan

Ying Yuan (en chino, 郢; pinyin, yǐng yuán) es un tipo de moneda de oro  emitida por el antiguo Estado Chu chino durante el período de los Reinos combatientes.

## Nombres
Debido a que estas monedas de lingotes de oro llevan inscritos caracteres chinos, se las conoce como yin zi jin (en chino tradicional, 印子金; pinyin, yìn zǐ jīn), jin ban (en chino tradicional, 金鈑; en chino simplificado, 金钣; pinyin, jīn bǎn), o gui bi (en chino tradicional, 龜幣; en chino simplificado, 龟币; pinyin, guī bì).

## Historia y resumen
Las más antiguas que se conocen son de alrededor del siglo VI o V a. C. Consisten en láminas de oro de 3 a 5 mm de grosor, de diversos tamaños, con inscripciones que consisten en sellos cuadrados o redondos en los que aparecen uno o dos caracteres. Se han desenterrado en varias localidades al sur del río Amarillo lo que indica que eran productos del Estado Chu. Uno de los caracteres de su inscripción suele ser una unidad monetaria o de peso que normalmente se lee como yuan (en chino, 爰; pinyin, yuán). Las piezas son de tamaño y grosor muy variable, y los sellos parecen ser un dispositivo para validar el bloque completo, más que una guía que permita dividirlo en piezas unitarias.
Algunos ying yuan contienen los sinogramas ying yuan (郢爰).
Otra inscripción que a veces se encuentra en estas antiguas monedas de oro es chen yuan (陳爰).
Se ha informado de algunos ejemplares de cobre, plomo o arcilla. Es probable que se trate de dinero funerario, no de moneda circulante, ya que se encuentran en tumbas, pero las monedas de oro no lo son.